# Bồn trũng Nam Côn Sơn
Bồn trũng Nam Côn Sơn hay còn gọi là bể Nam Côn Sơn là một bồn trũng lớn có diện tích khoảng 100.000 km², nằm ở thềm lục địa phía Nam Việt Nam. Cùng với bể Cửu Long, Nam Côn Sơn là một trong những bể có tiềm năng dầu khí......

## Vị trí
Bể Nam Côn Sơn bị giới hạn về phía bắc bởi đới nâng Phan Rang, ngăn cách với bể Phú Khánh ở phía tây bắc bởi đới nâng Côn Sơn, ngăn cách với bể Cửu Long ở phía tây và phía nam bởi đới nâng Khorat-Natuna. Ranh giới phía đông, đông nam của bể được giới hạn bởi đơn nghiêng Đà Lạt - Vũng Mây và bể Trường Sa, phía đông nam là bể Vũng Mây. Bể này nằm trên kiểu vỏ chuyển tiếp giữa các miền vỏ lục địa và kiểu vỏ đại dương.

## Đặc điểm địa chất
Các vùng ngoài khơi Việt Nam liên quan đế các chuyển động tương đối phức tạp của khối Indochina, bán đảo Malaysia, Borneo và Biển Đông Việt Nam trong suốt đại Kainozoi, điều này đã tạo nên những cấu trúc địa chất phức tạp trong đó có bể Nam Côn Sơn.
Móng của bồm trũng bao gồm các đá mácma, trầm tích và đá núi lửa có tuổi thuộc đại Trung sinh. Có hơn 100 giếng khoan ở thềm lục địa miền Nam Việt Nam đã được tiến hành cho đến năm 1991 và nửa trong số đó gặp đá móng của bồn trũng. Đặc điểm thạch học của các mẫu lõi khoan trong 26 giếng trong móng chủ yếu là granit và granitoid có tuổi từ 178 đến 98 Ma (triệu năm), tức thuộc Jura trung - Creta trung.
Phủ trên móng là các trầm tích Miocen giữa (cách đây khoảng 15 Ma), trên cùng là trầm tích Miocen muộn - đệ Tứ. Nguồn cung cấp trầm tích chính cho bể Nam Côn Sơn được cho là từ hệ thống sông Cửu Long.

### Địa tầng
1. Trong Paleogen, có các trầm tích được xếp vào hệ tầng Cau (E3c). Hệ tầng này bao gồm đá thạch anh hạt thô đến mịn, độ chọn lọc kém, xi măng sét, cacbonat với bề dày trung bình khoảng 358m.[6][7]
2. Trong Neogene, bao gồm các trầm tích từ dưới lên thuộc hệ tầng Dừa (N11d)[8], hệ tầng Thông-Mãng Cầu (N12tmc)[9], và hệ tầng Nam Côn Sơn (N13ncs)[10].[6]
3. Trong Pliocene- Đệ Tứ, gồm hệ tầng Biển Đông (N2-Qbđ), hệ tầng này phân bố ra ngoài khu vực bể Nam Côn Sơn ra khắp thềm lục địa Việt Nam.[6]

### Cấu trúc địa chất
Hai yếu tố chính chi phối cấu trúc bồn trũng là sự va cham của mảng Ấn Độ - Á-Âu và tách giãn Biển Đông (Việt Nam). Thêm vào đó, một yếu tố nữa là sự hút chìm ở rãnh Sunda-Java và sự xoay chuyển phần lớn các khối vỏ lục địa và đại dương. Sự va chạm tạo làm cho cao nguyên Thanh Tạng được nâng lên trong kỷ Neogen đã ảnh hưởng phần lớn cấu trúc của bồn trũng. Đầu tiên là sự tách giãn bắt đầu từ Eocen-Oligocen sớm, sau đó là hoạt động nâng lên và xoay của các phần vỏ vào Oligocen muộn. Quá trình bào mòn các phần được nâng lên đánh dấu sự chuyển đổi từ cơ chế tách giãn sang sụt lún khu vực thuộc bể Cửu Long. Tách giãn trong giai đoạn 2 bắt đầu trong bể Nam Côn Sơn kéo dài cho đến Miocen muộn. Các phần của bể Nam Côn Sơn trải qua giai đoạn đảo ngược từ Miocen giữa đến Miocen muộn.
Về cấu trúc bể Nam Côn Sơn được chia thành 5 đơn vị cấu trúc hình thái gồm: 1/Nâng địa luỹ Đại Hùng; 2/Võng sụt trung tâm; 3/Nâng dạng bậc Hồng; 4/Nâng dạng khối Đông nam; và 5/Nâng phân dị Tây - tây bắc. Các cấu trúc hình thái phân cách với nhau bởi các hệ thống đứt gãy.
Trong công tác tìm kiếm, thăm dò dầu khí, việc nhận dạng các bẫy dầy là rất quan trọng. Các bẫy cấu trúc được phát hiện ở bể Nam Côn Sơn gồm: bẫy nẻ/phong hóa, bẫy thạch học trong đá carbonate và bẫy địa tầng với kích thước từ 6 x 2km2 đến 20 x 8km2.

## Thăm dò & khai thác dầu khí
Hoạt động tìm kiếm thăm dò dầu khí ở đây được bắt đầu từ thập niên 1970 của thế kỷ XX. Đã có 26 nhà thầu dầu khí nước ngoài tiến hành khảo sát gần 60.000 km địa chấn 2D và 5400 km² địa chấn 3D, khoan 78 giếng khoan thăm dò, thẩm lượng và khai thác, xác lập được 5 mỏ và 17 phát hiện dầu khí.
Năm 2006, Santos thông báo đạt được thỏa thuận thăm dò dầu khí ngoài khơi Việt Nam. Theo thỏa thuận, Santos giữ 37,5% cổ phần Premier Oil plc (37,5%, điều hành), Delek Energy (25%) theo hình thức Hợp đồng phân chia sản phẩm (PSC) ở lô 12W (được gọp từ lô 12W và 12E) với diện tích khoảng 3.447,5 km² thuộc bể Nam Côn Sơn. Hai giếng thăm dò được khoan vào năm 2006, với khí và dầu thô được phát hiện trong cấu trúc Dừa, và dầu trong giếng Chim Sáo.
Tháng 11 năm 2006, KNOC và Tập đoàn Dầu khí Quốc gia Việt Nam bắt đầu khai thác khí thiên nhiên tại hai mỏ mới là Rồng Đôi (Twin Dragon) và Rồng Đôi tây (Twin Dragon West). Vào tháng 5 năm 2007, sản lượng khí khai thác tại hai mỏ này đạt 130 triệu foot khối/ngày (47,5 tỷ foot khối/năm). Các mỏ này có trữ lượng dự báo đạt 856 tỷ foot khối, và KNOC cũng đang khoan các giếng thăm dò khác trong khu vực này. Hầu hết lượng khí khai thác từ hai mỏ này được dẫn vào bờ phục vụ cho tổ hợp điện Phú Mỹ.
Các mỏ dầu, khí đã được thăm dò và khai thác
- Mỏ Đại Hùng được Xí nghiệp Liên doanh Vietsovpetro phát hiện trong sa thạch Miocen năm 1988.[16]
- Mỏ khí Lan Đỏ là mỏ khí không đồng hành được phát hiện tại Lô 06.1 năm 1992 và mỏ khí Lan Tây được phát hiện năm 1993, cách mỏ khí Lan Đỏ 25 km,[19] trữ lượng hai mỏ này khoảng 58 tỷ mét khối khí và được dự kiến khai thác trong 20 năm. Mỏ khí Lan Tây được đưa vào khai thác từ năm 2002.[20]
- Mỏ khí Thạch Hải được phát hiện vào năm 1995 bởi tổ hợp công ty BP, Statoil. Đối tượng chứa sản phẩm chính của mỏ là các đá có tuổi từ Miocen sớm đến Miocen muộn,[16] và có trữ lượng trung bình là 0,7 tỷ bộ khối khí và 87,3 triệu thùng condensate, năm 2007 [21]
- Mỏ khí Mộc Tinh được xác định trữ lượng trung bình là 0,5 tỷ bộ khối khí và 9,59 triệu thùng condensate, năm 2007.[21]
- Rồng Đôi và Rồng Đôi tây, có trữ lượng dự báo đạt 856 tỷ foot khối, với công suất khai thác năm 2007 là 130 triệu foot khối/ngày.[18]